# Горен, Шломо
Шло́мо Го́рен (при рождении — Горончик; 3 февраля 1917, Замбрув — 29 октября 1994, Иерусалим) — третий главный ашкеназский раввин Израиля (1973—1983); с 1948 по 1968 год занимал должность главного военного раввина; генерал-майор (алуф).

## Биография

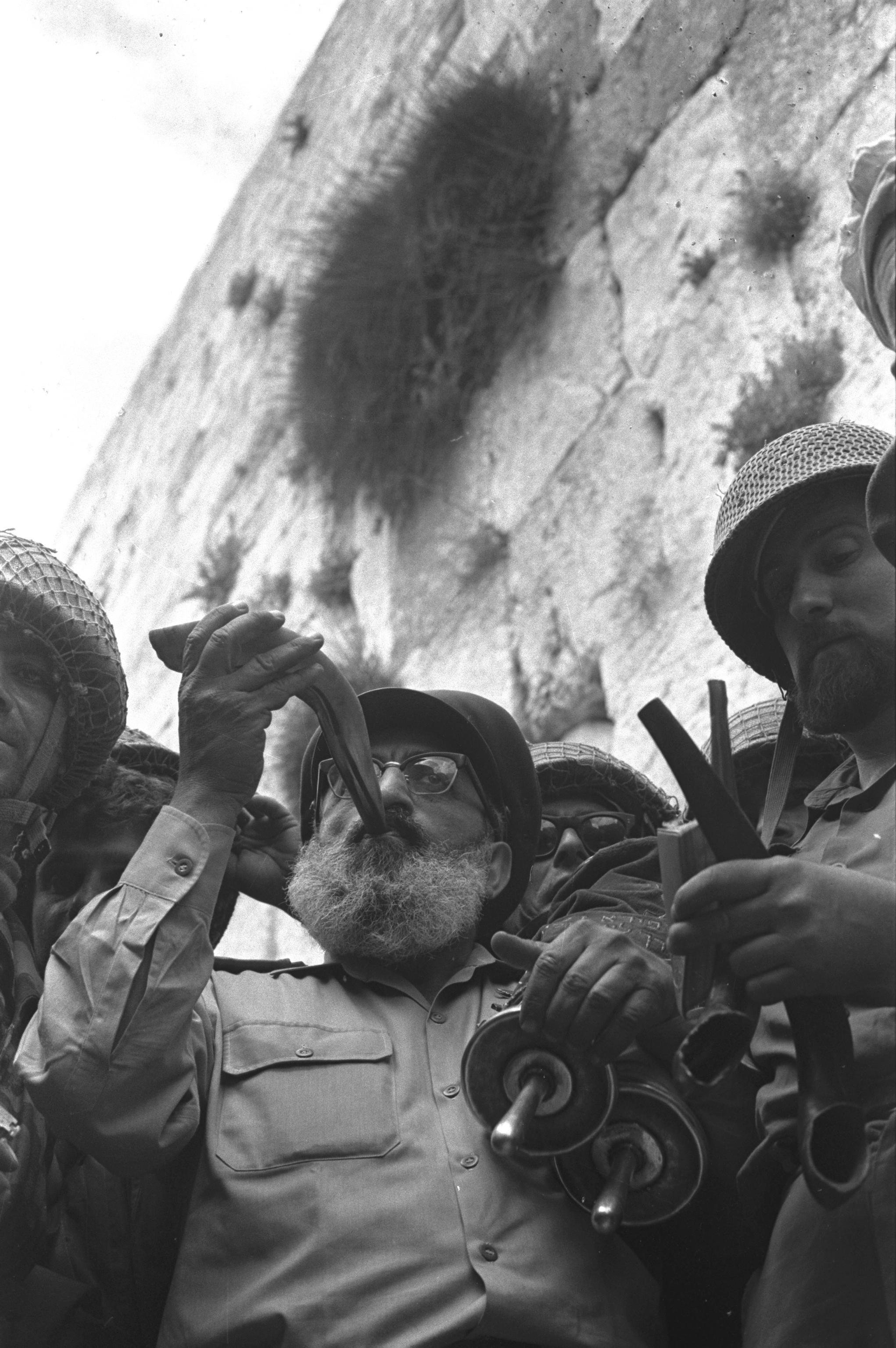
Шломо Горен трубит в шофар у Стены плача

Родился в посёлке Замбрув, находившемся с 1867 года в составе Ломжинской губернии Российской империи (теперь это территория Польши). В 1925 году вместе с отцом репатриировался в Палестину. Отец стал основателем Кфар Хасидим, где молодой Шломо провёл детство. Учился в иешивах «Эц Хаим» и «Хеврон» в Иерусалиме.
В 1936 году вступил в «Хагану» и принял участие в боях. В Войне за независимость Израиля (1947-1949) принимал участие в боях за Иерусалим. В 1948 году стал основателем военного раввината, который возглавлял до 1968 года. В рамках своей должности ввёл различные постановления, в том числе хасидский нусах (нусах сфарад) как единую молитву в армии, а также обязательное соблюдение в армии кашрута.
Во время Шестидневной войны 1967 года был среди первых освободителей Иерусалима и вскоре после прибытия к Стене плача протрубил там в шофар. Фотография с равом Гореном, трубящим в шофар, быстро стала одним из символов Шестидневной войны. Вскоре после этого рав Горен поднялся на Храмовую гору, войдя в здание Купола Скалы со свитком Торы и с шофаром. Рав Горен пытался сделать Храмовую гору главной святыней Израиля, однако этому помешало постановление авторитетных раввинов, запрещающее евреям подъём на неё, пока она находится в состоянии ритуальной нечистоты.
В 1968 году был избран главным ашкеназским раввином Тель-Авива, в то время, когда рав Овадья был там сефардским. В 1973 году избран главным раввином Израиля вместе со своим коллегой из Тель-Авива равом Овадьей Йосефом.
Наиболее нашумевшим делом, связанным с деятельностью Горена как главного раввина, является решение по делу брата и сестры, считавшихся мамзерами большинством раввинов, включая Элиэзера Шаха и Йосефа Шалома Эльяшива (he:פסק דין האח והאחות «Дело брата и сестры»), в котором он признал, что они не являются мамзерами, что позволило им заключить браки. Решение рава Горена привело к его бойкоту части харедимного мира и усилению разрыва харедим с Главным раввинатом, однако «вязаные кипы» по-прежнему считали его авторитетом. В Старом городе Иерусалима равом Гореном основана иешива «Ха-Идра Раба».
Шломо Горен — зять раввина Давида Коэна, талмудиста, философа, каббалиста, известного как «ха-рав ха-назир» («раввин-монах»). Жена — Цофия Горен (Коэн). Её брат — раввин Шеар-Ишув а-Коэн, был главным раввином Хайфы.

## Награды, признание
- 1961 год : лауреат Государственной премии Израиля за комментарий к Иерусалимскому талмуду[5][6].
- 2005 год : был избран № 53 среди 200 наиболее значимых израильтян всех времён в опросе интернет сайта Ynet[7].